# William Steinberg
William Steinberg (nom complet: Hans Wilhelm Steinberg, Colònia, 1 d'agost de 1899 - Nova York, 16 de maig de 1978) fou un director d'orquestra alemany.

## Biografia
Va estudiar al Conservatori de la seva ciutat natal i va tenir com a professors a Hermann Abendroth i de piano a Lazzaro Uzielli. El 1924 és nomenat assistent d'Otto Klemperer a l'Òpera de Colònia. De 1925 a 1929 dirigeix l'Òpera de Praga i entre 1929 i 1933 la de Frankfurt.
Abandona Alemanya el 1936 pels seus problemes amb el règim nazi, ja que procedia d'una família jueva, causa per la qual va ser acomiadat de l'Òpera de Frankfurt i obligat a dirigir només les orquestres jueves. S'instal·la a Palestina i amb Bronisaw Huberman funda i dirigeix l'Orquestra Filharmònica d'Israel, de la qual és director titular entre 1936 i 1938. En aquesta data es trasllada als Estats Units.
Va dirigir l'Orquestra Filharmònica de Buffalo entre 1945 i 1952 i l'Orquestra Simfònica de Pittsburgh entre 1952 i 1976, càrrec pel qual es va fer molt conegut als Estats Units. Alhora també va ser titular de l'Orquestra Filharmònica de Londres entre 1958 i 1960.
La culminació de la seva carrera va arribar amb la direcció titular de la prestigiosa Orquestra Simfònica de Boston durant tres temporades, de 1969 a 1972. També va ser director convidat de l'Orquestra Filharmònica de Nova York entre 1966 i 1968. William Steinberg té la seva estrella en el Passeig de la Fama de Hollywood. Va morir a Nova York.